# Hrvatska diskografska udruga
La Hrvatska diskografska udruga (HDU) è l'associazione che rappresenta i soggetti dell'industria musicale in Croazia. È stata fondata il 14 giugno 1995 e ha sede a Zagabria.

## Storia
L'organizzazione nasce il 14 giugno 1995 come associazione non-profit per coloro che si occupano di discografia e le attività ad esso connesse. A seguito di modifiche legislative, nel 1998 diventa associazione per persone giuridiche.
HDU partecipa alla programmazione dei premi Porin. Dall'inizio del 2007 è membro del International Federation of the Phonographic Industry.
A partire dagli anni 2010, l'associazione si occupa di stilare la Top Lista, la classifica degli album più venduti a livello nazionale. La classifica radiofonica è invece curata in collaborazione con HRT, l'emittente radiotelevisiva nazionale.

## Certificazioni
Le uniche certificazioni che vengono assegnate sono agli album discografici, mentre ai singoli e ai video musicali no. Le soglie sono valide sia per il mercato nazionale che per quello internazionale. Si basano sulle vendite fisiche dei dischi.
Fino al 13 maggio 2015
- Disco d'argento: 3 500
- Disco d'oro: 7 000
- Disco di platino: 15 000
- Disco di diamante: 30 000

Dal 14 maggio 2015
- Disco d'argento: 1 000
- Disco d'oro: 3 000
- Disco di platino: 5 000
- Disco di diamante: 10 000